# 490. pr. n. št.
490. pr. n. št. je prvo desetletje v 5. stoletju pr. n. št. med letoma 499 pr. n. št. in 490 pr. n. št.. 